# Soudal Quick-Step
Soudal Quick-Step (UCI Team Code: SOQ) — бельгийская профессиональная шоссейная велокоманда, имеющая статус UCI WorldTeam, управляемая менеджером Патриком Лефевром. Спонсорами команды являются бельгийские компании-производители Soudal (промышленная химия) и Quick-Step (ламинат).

## История
Команда была создана под названием Quick Step-Davitamon в 2003 году на основе персонала и гонщиков команд Domo-Farm Frites и Mapei-Quick Step после того, как последняя была расформирована после девяти лет в спорте. Паоло Беттини выиграл Мировой шоссейный кубок UCI в 2003 и 2004 годах, а также золото в шоссейной велогонке на Летних Олимпийских играх 2004. В сезоне UCi ProTour 2005 года команда, переименованная в Quick Step-Innergetic выиграла большое количество классик: Том Бонен выиграл Тур Фландрии и Париж-Рубе, Филиппо Поццато выиграл Ваттенфаль Классик, и Паоло Беттини — Чемпионат Цюриха и Джиро ди Ломбардия. В конце 2005 года Том Бонен выиграл Чемпионат мира по шоссейным велогонкам 2005 в Мадриде, где Майкл Роджерс выиграл гонку с раздельным стартом.
В 2006 году Бонен повторил свои достижения на Туре Фландрии и удерживал жёлтую майку на Тур де Франс 2006 с 3 по 6 этап, а Филиппо Поццато выиграл Милан-Санремо 2006. Паоло Беттини выиграл на чемпионате мира в Зальцбурге и отстоял корону на Джиро ди Ломбардия. В 2007 году Том Бонен в очковой классификации на Тур де Франс, одержав две победы на этапах. Беттини защитил свой титул чемпиона мира в Штутгарте. В 2008 году Герт Стегманс выиграл финальный этап Тур де Франс 2008 на Елисейских полях. Паоло Беттини завершил карьеру после чемпионата мира в Варесе. В 2008 и 2009 годах Стийн Девольдер выиграл Тур Фландрии, а Том Боонен — Париж-Рубе. После двух сезонов разочарований возрождающаяся Omega Pharma-Quick Step и Том Бонен одержали четыре крупные победы на весенних классиках, включившие четыре гонки на брусчатке — Е3 Харелбеке, Гент-Вевельгем, Тур Фландрии и Париж-Рубе.
17 июля 2014 года команда объявила, что контракт с Ильо Кейссе продлён на два года. На втором дне отдыха на Тур де Франс 2014 команда анонсировала смену одного из своих главных спонсоров на три сезона, начиная с 2015 года. Omega Pharma заменит одна из её дочерних компаний Etixx, и у команды будет новое название — Etixx-Quick Step. Позднее Тони Мартин подтвердил через свой Твиттер-аккаунт, что он продлил свой контракт на два года. 19 августа команда объявила, что Питер Серри подписал продление контракта на два года, а 27 августа — что был подписан двух-летний контракт с Максимом Буэ. 1 сентября команда анонсировала подписание Давида де ла Круса по сделке на два года. В 2014 году Михал Квятковский выиграл радужную майку Чемпионате мира по шоссейным велогонкам 2014 в групповой гонке в Понферраде, Испания.
В феврале 2015 года команда объявила, что она подписала Чемпиона мира 2015 года в гонке на треке колумбийца Фернандо Гавирию и его соотечественника Родриго Контрераса на два года, начиная с сезона 2016 года. Накануне Тура Фландрии 2015 Quickstep подтвердил, что спонсорство команды продлено до конца сезона 2017 года.

## Состав и победы

### Текущий сезон 2024
Состав
| Состав 2024               | Состав 2024      | Состав 2024                                | Состав 2024 |
| Гонщик                    | Дата рождения    | Предыдущая команда                         |             |
| ------------------------- | ---------------- | ------------------------------------------ | ----------- |
| Жюлиан Алафилипп          | 11 июня 1992     | Etixx-iHNed (2013)                         |             |
| Каспер Асгрин             | 8 февраля 1995   | Virtu Cycling (2018)                       |             |
| Ayco Bastiaens            | 3 июня 1996      | Alpecin-Deceuninck Development Team (2023) |             |
| Маттиа Каттанео           | 25 октября 1990  | Androni Giocattoli-Sidermec (2019)         |             |
| Йосеф Черны               | 11 мая 1993      | CCC Team (2020)                            |             |
| Ремко Эвенепул            | 25 января 2000   | Acrog-Pauwels-Sauzen-Balen BC (2018)       |             |
| Жил Гелдерс               | 16 декабря 2002  | Soudal Quick-Step Devo Team (2023)         |             |
| Ян Хирт                   | 21 января 1991   | Intermarché-Wanty-Gobert Matériaux (2022)  |             |
| Antoine Huby              | 19 января 2001   | Vendée U Pays de la Loire (2023)           |             |
| Джеймс Нокс               | 4 ноября 1995    | Team Wiggins (2017)                        |             |
| Ив Лампарт                | 10 апреля 1991   | Topsport Vlaanderen-Baloise (2014)         |             |
| Люк Ламперти              | 31 декабря 2002  | Trinity Racing (2023)                      |             |
| Микель Ланда              | 13 декабря 1989  | Bahrain Victorious (2023)                  |             |
| Уильям Джуниор Лесерф     | 15 октября 2002  | Soudal Quick-Step Devo Team (2023)         |             |
| Поль Манье                | 14 апреля 2004   | Trinity Racing (2023)                      |             |
| Фаусто Маснада            | 6 ноября 1993    | CCC Team (2020)                            |             |
| Тим Мерлир                | 30 октября 1992  | Alpecin-Deceuninck (2022)                  |             |
| Джанни Москон             | 20 апреля 1994   | Astana Qazaqstan Team (2023)               |             |
| Каспер Педерсен           | 15 марта 1996    | Team DSM (2022)                            |             |
| Питер Серри               | 21 ноября 1988   | Topsport Vlaanderen-Mercator (2012)        |             |
| Мартин Сврчек             | 17 февраля 2003  | Biesse-Carrera (2022)                      |             |
| Берт Ван Лерберге         | 29 сентября 1992 | Cofidis, Solutions Crédits (2019)          |             |
| Илан Ван Вильдер          | 14 мая 2000      | Team DSM (2021)                            |             |
| Варре Вангелуве           | 23 июля 2001     | Soudal Quick-Step Devo Team (2023)         |             |
| Маури Вансевенант         | 1 июня 1999      | EFC-L&R-Vulsteke (2019)                    |             |
| Луис Верваке              | 6 октября 1993   | Alpecin-Fenix (2021)                       |             |
| Жорди Варлоп              | 4 июня 1996      | Soudal Quick-Step Devo Team (2023)         |             |
| Пепейн Рейндеринк         | 4 мая 2002       | Soudal Quick-Step Devo Team (2023)         |             |
|                           |                  |                                            |             |
| Источник: ProCyclingStats |                  |                                            |             |

Победы
| 25 янв | Трофео Сес-Салинес                       | 1.1   | Поль Манье        |
| 1 фев  | Тур Саудовской Аравии, 3-й этап          | 2.1   | Тим Мерлир        |
| 2 фев  | Тур Саудовской Аравии, 4-й этап          | 2.1   | Тим Мерлир        |
| 10 фев | Фигейра Чемпионс Классик                 | 1.Pro | Ремко Эвенепул    |
| 12 фев | Тур Омана, 3-й этап                      | 2.Pro | Поль Манье        |
| 17 фев | Волта Алгарви, 4-й этап                  | 2.Pro | Ремко Эвенепул    |
| 18 фев | Волта Алгарви, генеральная классификация | 2.Pro | Ремко Эвенепул    |
| 19 фев | Тур ОАЭ, 1-й этап                        | 2.UWT | Тим Мерлир        |
| 22 фев | Тур ОАЭ, 4-й этап                        | 2.UWT | Тим Мерлир        |
| 24 фев | Тур ОАЭ, 6-й этап                        | 2.UWT | Тим Мерлир        |
| 10 мар | Париж - Ницца, 8-й этап                  | 2.UWT | Ремко Эвенепул    |
| 13 мар | Нокере Курсе                             | 1.Pro | Тим Мерлир        |
| 3 апр  | Схелдепрейс                              | 1.Pro | Тим Мерлир        |
| 6 май  | Джиро д’Италия, 3-й этап                 | 2.UWT | Тим Мерлир        |
| 16 май | Джиро д’Италия, 12-й этап                | 2.UWT | Жюлиан Алафилипп  |
| 17 май | Четыре дня Дюнкерка, 4-й этап            | 2.Pro | Варре Вангелуве   |
| 23 май | Джиро д’Италия, 18-й этап                | 2.UWT | Тим Мерлир        |
| 26 май | Джиро д’Италия, 21-й этап                | 2.UWT | Тим Мерлир        |
| 5 июн  | Критериум Дофине, 4-й этап               | 2.UWT | Ремко Эвенепул    |
| 9 июн  | Тур Швейцарии, 1-й этап                  | 2.UWT | Ив Лампарт        |
| 13 июн | Тур Бельгии, 2-й этап                    | 2.Pro | Тим Мерлир        |
| 16 июн | Тур Бельгии, 5-й этап                    | 2.Pro | Тим Мерлир        |
| 28 июн | Тур Словакии, 3-й этап                   | 2.1   | Жюлиан Алафилипп  |
| 5 июл  | Тур де Франс, 7-й этап                   | 2.UWT | Ремко Эвенепул    |
| 25 июл | Тур Чехии, 1-й этап                      | 2.1   | Люк Ламперти      |
| 27 июл | Олимпийские игры - индивидуальная гонка  | JO    | Ремко Эвенепул    |
| 28 июл | Тур Чехии, 4-й этап                      | 2.1   | Жюлиан Алафилипп  |
| 3 авг  | Олимпийские игры - групповая гонка       | JO    | Ремко Эвенепул    |
| 16 авг | Тур Польши, 5-й этап                     | 2.UWT | Тим Мерлир        |
| 3 сен  | Тур Британии, 1-й этап                   | 2.Pro | Поль Манье        |
| 6 сен  | Тур Британии, 4-й этап                   | 2.Pro | Поль Манье        |
| 7 сен  | Тур Британии, 5-й этап                   | 2.Pro | Поль Манье        |
| 20 сен | Чемпионат Фландрии                       | 1.1   | Тим Мерлир        |
| 20 сен | Тур Люксембурга, 3-й этап                | 2.Pro | Маури Вансевенант |
| 22 сен | Гойксе Пейл                              | 1.1   | Тим Мерлир        |
| 16 окт | Тур Гуанси, 2-й этап                     | 2.UWT | Варре Вангелуве   |

### Другие сезоны
Состав
| Состав 2023               | Состав 2023      | Состав 2023                               | Состав 2023 |
| Гонщик                    | Дата рождения    | Предыдущая команда                        |             |
| ------------------------- | ---------------- | ----------------------------------------- | ----------- |
| Жюлиан Алафилипп          | 11 июня 1992     | Etixx-iHNed (2013)                        |             |
| Каспер Асгрин             | 8 февраля 1995   | Virtu Cycling (2018)                      |             |
| Андреа Баджоли            | 23 марта 1999    | Colpack (2019)                            |             |
| Давиде Баллерини          | 21 сентября 1994 | Astana (2019)                             |             |
| Маттиа Каттанео           | 25 октября 1990  | Androni Giocattoli-Sidermec (2019)        |             |
| Реми Каванья              | 10 августа 1995  | Klein Constantia (2016)                   |             |
| Йосеф Черны               | 11 мая 1993      | CCC Team (2020)                           |             |
| Тим Деклерк               | 21 марта 1989    | Topsport Vlaanderen-Baloise (2016)        |             |
| Дрис Девенинс             | 22 июля 1983     | IAM Cycling (2016)                        |             |
| Ремко Эвенепул            | 25 января 2000   | Acrog-Pauwels-Sauzen-Balen BC (2018)      |             |
| Ян Хирт                   | 21 января 1991   | Intermarché-Wanty-Gobert Matériaux (2022) |             |
| Фабио Якобсен             | 31 августа 1996  | SEG Racing Academy (2017)                 |             |
| Джеймс Нокс               | 4 ноября 1995    | Team Wiggins (2017)                       |             |
| Ив Лампарт                | 10 апреля 1991   | Topsport Vlaanderen-Baloise (2014)        |             |
| Фаусто Маснада            | 6 ноября 1993    | CCC Team (2020)                           |             |
| Тим Мерлир                | 30 октября 1992  | Alpecin-Deceuninck (2022)                 |             |
| Микаэль Мёркёв            | 30 апреля 1985   | Katusha-Alpecin (2017)                    |             |
| Каспер Педерсен           | 15 марта 1996    | Team DSM (2022)                           |             |
| Мауро Шмид                | 4 декабря 1999   | Qhubeka NextHash (2021)                   |             |
| Флориан Сенешаль          | 10 июля 1993     | Cofidis, Solutions Crédits (2017)         |             |
| Питер Серри               | 21 ноября 1988   | Topsport Vlaanderen-Mercator (2012)       |             |
| Янник Штаймле             | 4 апреля 1996    | Team Vorarlberg-Santic (2019)             |             |
| Мартин Сврчек             | 17 февраля 2003  | Biesse-Carrera (2022)                     |             |
| Берт Ван Лерберге         | 29 сентября 1992 | Cofidis, Solutions Crédits (2019)         |             |
| Стэн Ван Трихт            | 20 сентября 1999 | SEG Racing Academy (2021)                 |             |
| Илан Ван Вильдер          | 14 мая 2000      | Team DSM (2021)                           |             |
| Маури Вансевенант         | 1 июня 1999      | EFC-L&R-Vulsteke (2019)                   |             |
| Итан Вернон               | 26 августа 2000  | Team Inspired (2021)                      |             |
| Луис Верваке              | 6 октября 1993   | Alpecin-Fenix (2021)                      |             |
|                           |                  |                                           |             |
| Источник: ProCyclingStats |                  |                                           |             |

Победы
| 23 янв | Вуэльта Сан-Хуана, 2-й этап                                               | 2.Pro | Фабио Якобсен     |
| 29 янв | Трофео Пальмы                                                             | 1.1   | Итан Вернон       |
| 11 фев | Тур Омана, 1-й этап                                                       | 2.Pro | Тим Мерлир        |
| 12 фев | Фигейра Чемпионс Классик                                                  | 1.1   | Каспер Педерсен   |
| 15 фев | Тур Омана, 5-й этап                                                       | 2.Pro | Маури Вансевенант |
| 20 фев | Тур ОАЭ, 1-й этап                                                         | 2.UWT | Тим Мерлир        |
| 21 фев | Тур ОАЭ, 2-й этап                                                         | 2.UWT | Soudal Quick-Step |
| 25 фев | Тур ОАЭ, 6-й этап                                                         | 2.UWT | Тим Мерлир        |
| 25 фев | Классик Суд Ардеш                                                         | 1.Pro | Жюлиан Алафилипп  |
| 26 фев | Тур ОАЭ, генеральная классификация                                        | 2.UWT | Ремко Эвенепул    |
| 5 мар  | Париж - Ницца, 1-й этап                                                   | 2.UWT | Тим Мерлир        |
| 7 мар  | Тиррено - Адриатико, 2-й этап                                             | 2.UWT | Фабио Якобсен     |
| 15 мар | Нокере Курсе                                                              | 1.Pro | Тим Мерлир        |
| 21 мар | Международная неделя Коппи и Бартали, 1-й этап                            | 2.1   | Реми Каванья      |
| 22 мар | Вуэльта Каталонии, 3-й этап                                               | 2.UWT | Ремко Эвенепул    |
| 25 мар | Международная неделя Коппи и Бартали, 5-й этап                            | 2.1   | Реми Каванья      |
| 25 мар | Международная неделя Коппи и Бартали, генеральная классификация           | 2.1   | Мауро Шмид        |
| 26 мар | Вуэльта Каталонии, 7-й этап                                               | 2.UWT | Ремко Эвенепул    |
| 23 апр | Льеж - Бастонь - Льеж                                                     | 1.UWT | Ремко Эвенепул    |
| 25 апр | Тур Романдии, пролог                                                      | 2.UWT | Йосеф Черны       |
| 26 апр | Тур Романдии, 1-й этап                                                    | 2.UWT | Итан Вернон       |
| 6 май  | Джиро д’Италия, 1-й этап                                                  | 2.UWT | Ремко Эвенепул    |
| 11 май | Тур Венгрии, 2-й этап                                                     | 2.Pro | Фабио Якобсен     |
| 5 июн  | Критериум Дофине, 2-й этап                                                | 2.UWT | Жюлиан Алафилипп  |
| 15 июн | Тур Бельгии, 2-й этап                                                     | 2.Pro | Фабио Якобсен     |
| 17 июн | Тур Швейцарии, 7-й этап                                                   | 2.UWT | Ремко Эвенепул    |
| 22 июн | Чемпионат Дании по шоссейному велоспорту - индивидуальная гонка (мужчины) | CN    | Каспер Асгрин     |
| 22 июн | Чемпионат Франции - индивидуальная гонка                                  | CN    | Реми Каванья      |
| 25 июн | Чемпионат Бельгии - групповая гонка                                       | CN    | Ремко Эвенепул    |
| 20 июл | Тур де Франс, 18-й этап                                                   | 2.UWT | Каспер Асгрин     |
| 26 июл | Тур Валлонии, 5-й этап                                                    | 2.Pro | Андреа Баджоли    |
| 29 июл | Тур Польши, 1-й этап                                                      | 2.UWT | Тим Мерлир        |
| 29 июл | Классика Сан-Себастьяна                                                   | 1.UWT | Ремко Эвенепул    |
| 16 авг | Тур Дании, 2-й этап                                                       | 2.Pro | Фабио Якобсен     |
| 18 авг | Тур Дании, 4-й этап                                                       | 2.Pro | Фабио Якобсен     |
| 23 авг | Тур Германии, пролог                                                      | 2.Pro | Итан Вернон       |
| 24 авг | Тур Германии, 1-й этап                                                    | 2.Pro | Илан Ван Вильдер  |
| 27 авг | Тур Германии, генеральная классификация                                   | 2.Pro | Илан Ван Вильдер  |
| 28 авг | Вуэльта Испании, 3-й этап                                                 | 2.UWT | Ремко Эвенепул    |
| 9 сен  | Вуэльта Испании, 14-й этап                                                | 2.UWT | Ремко Эвенепул    |
| 10 сен | Гран-при Фурми                                                            | 1.Pro | Тим Мерлир        |
| 13 сен | Тур Словакии, 1-й этап                                                    | 2.1   | Реми Каванья      |
| 14 сен | Вуэльта Испании, 18-й этап                                                | 2.UWT | Ремко Эвенепул    |
| 14 сен | Тур Словакии, 2-й этап                                                    | 2.1   | Тим Мерлир        |
| 15 сен | Тур Словакии, 3-й этап                                                    | 2.1   | Андреа Баджоли    |
| 16 сен | Тур Словакии, 4-й этап                                                    | 2.1   | Тим Мерлир        |
| 17 сен | Тур Словакии, 5-й этап                                                    | 2.1   | Каспер Асгрин     |
| 17 сен | Тур Словакии, генеральная классификация                                   | 2.1   | Реми Каванья      |
| 3 окт  | Тре Валли Варезине                                                        | 1.Pro | Илан Ван Вильдер  |
| 5 окт  | Гран Пьемонте                                                             | 1.Pro | Андреа Баджоли    |

## Главные достижения

### Континентальные чемпионаты

#### Олимпийские игры: 1
Шоссейные гонки : 2004 (Паоло Беттини)

#### Кубок UCI: 2
2003 и 2004 (Паоло Беттини)

### Чемпионаты мира
Групповая гонка: 4
2005 (Том Бонен); 2006,2007 (Паоло Беттини); 2014 (Михал Квятковский)
Индивидуальная гонка: 5
2003,2004,2005 (Майкл Роджерс); 2012, 2013 Тони Мартин).
Командная гонка: 3
2012: Том Бонен, Сильвен Шаванель, Тони Мартин, Ники Терпстра, Кристоф Вандевалле, Петер Велитс.
2013: Сильвен Шаванель, Михал Квятковский, Тони Мартин, Ники Терпстра, Кристоф Вандевалле, Петер Велитс.
2018: Каспер Асгрин, Лауренс Де Плус, Боб Юнгельс, Ив ЛампартМаксимилиан Шахман, Ники Терпстра
Cyclo-cross: 1
Элита: 2014 (Зденек Штыбар)
Трек: 1
Омниум 2016 (Фернандо Гавирия)

### Гранд-Туры
| - Тур де Франс - Участие:15 (2003, 2004, 2005, 2006, 2007, 2008, 2009, 2010, 2011, 2012, 2013, 2014, 2015, 2016, 2017) - 5 классификаций: - Очковая классификация (1): 2007 (Том Бонен) - Горная классификация (2): 2003 и 2004 (Ришар Виранк) - Приз самому агрессивному гонщику (2): 2004 (Ришар Виранк); 2010 (Сильвен Шаванель) - 28 этапов: - 2 в 2003: этап 7 — Ришар Виранк; этап 17 — Сервус Кнавен - 4 в 2004: этап 6 и 20 — Том Бонен; этап 10 — Ришар Виранк; этап 18 — Хуан Мигель Меркадо - 2 в 2005: этап 2 и 3 — Том Бонен - 1 в 2006: этап 18 — Маттео Тозатто - 4 в 2007: этап 2 — Герт Стегманс; этап 6 и 12 — Том Бонен; этап 10 — Седрик Вассёр - 1 в 2008: этап 21 — Герт Стегманс - 2 в 2010: этап 2 и 7 — Сильвен Шаванель - 4 в 2013: этап 5 и 13 — Марк Кавендиш; этап 9 — Тони Мартин; этап 14 — Маттео Трентин - 3 в 2014: этап 7 — Маттео Трентин; этап 9 и 20 — Тони Мартин - 3 в 2015: этап 4 — Тони Мартин; этап 6 — Зденек Штыбар; этап 7 — Марк Кавендиш - 1 в 2016: этап 4 — Марсель Киттель - 1 в 2017: этап 2 — Марсель Киттель - Вуэльта Испании - Участие:15 (2003, 2004, 2005, 2006, 2007, 2008, 2009, 2010, 2011, 2012, 2013, 2014, 2015, 2016, 2017) - 21 этап: - 1 в 2005: этап 16 — Паоло Беттини - 1 в 2006: этап 2 — Паоло Беттини - 1 в 2007: этап 3 — Паоло Беттини - 5 в 2008: этап 3 и 16 — Том Бонен; этап 6 и 12 — Паоло Беттини; этап 17 — Ваутер Вейландт - 1 в 2012: этап 16 — Дарио Катальдо - 1 в 2013: этап 7 — Зденек Штыбар - 1 в 2014: этап 10 — Тони Мартин - 4 в 2016: этап 2 и 5 — Джанни Мерсман; этап 9 — Давид де ла Крус; этап 15 — Джанлука Брамбилла - 6 в 2017: этап 4, 10, 13 и 21 — Маттео Трентин; этап 2 — Ив Лампарт; этап 8 — Жюлиан Алафилипп | - Джиро д'Италия - Участие:13 (2005, 2006, 2007, 2008, 2009, 2010, 2011, 2012, 2013, 2014, 2015, 2016, 2017) - 11 классификаций: - Очковая классификация (3): 2005 и 2006 (Паоло Беттини); 2013 (Марк Кавендиш) - Спринтерская классификация (1): 2005 (Стефано Занини) - Приз самому агрессивному гонщику (2): 2006 (Паоло Беттини); 2013 (Марк Кавендиш) - Горная классификация (1): 2006 (Хуан Мануэль Гарате) - Молодёжная классификация (2): 2009 (Кевин Селдрайерс); 2016 (Боб Юнгельс) - Командная квалификация по очкам (1): 2016 - 21 этап: - 1 в 2005: этап 1 — Паоло Беттини - 2 в 2006: этап 15 — Паоло Беттини; этап 19 — Хуан Мануэль Гарате - 2 в 2010: этап 3 — Паоло Беттини; этап 5 — Жером Пино - 5 в 2013: этап 1,6,12,13 и 21 — Марк Кавендиш - 1 в 2014: этап 12 — Ригоберто Уран - 1 в 2015: этап 21 — Ильо Кейссе - 4 в 2016: этап 2 и 3 — Марсель Киттель; этап 8 — Джанлука Брамбилла; этап 18 — Маттео Трентин - 5 в 2017: этап 3, 5, 12 и 13 — Фернандо Гавирия; этап 15 — Боб Юнгельс |

### Многодневки
- 5 побед:
  - Тиррено — Адриатико : 2004 (Паоло Беттини)
  - Тур Пекина : 2012 (Тони Мартин)
  - Тур Даун Андер : 2009 (Аллан Дэвис)
  - Энеко Тур : 2013 (Зденек Штыбар); 2016 (Ники Терпстра)

### Однодневки
- 26 побед:
  - Тур Фландрии (6): 2005,2006,2012 (Том Бонен); 2008,2009 (Стейн Деволдер); 2017 (Филипп Жильбер)
  - Париж — Рубе (5): 2005,2008,2009,2012 (Том Бонен); 2014 (Ники Терпстра)
  - Гент — Вевельгем (3): 2004,2011,2012 (Том Бонен)
  - Милан — Сан-Ремо (2): 2003 (Паоло Беттини); 2006 (Филиппо Поццато)
  - Ваттенфаль Классик (2): 2003 (Паоло Беттини); 2005 (Филиппо Поццато)
  - Джиро ди Ломбардия (2): 2005,2006 (Паоло Беттини)
  - Амстел Голд Рейс (2): 2015 (Михал Квятковский); 2017 (Филипп Жильбер)
  - Классика Сан-Себастьяна (1): 2003 (Паоло Беттини)
  - Чемпионат Цюриха (1): 2005 (Паоло Беттини)
  - E3 Харелбеке (1): 2012 (Том Бонен)
  - Дварс дор Фландерен (1): 2017 (Ив Лампарт)

## Национальные чемпионаты
| - Чемпионат Бельгии: 8 - Групповая гонка : 2009 и 2012 (Том Бонен); 2010 (Стейн Деволдер) - Индивидуальная гонка : 2008 и 2010 (Стейн Деволдер); 2012 и 2013 (Кристоф Вандевалле и 2017 (Ив Лампарт) - Чемпионат Германии: 5 - Индивидуальная гонка : 2012,2013,2014,2015 и 2016 (Тони Мартин) - Чемпионат Италии: 4 - Групповая гонка : 2003 и 2006 (Паоло Беттини); 2007 (Джованни Висконти) - Индивидуальная гонка : 2012 (Дарио Катальдо) - Чемпионат Франции: 3 - Групповая гонка : 2011 (Сильвен Шаванель) - Индивидуальная гонка : 2012 и 2013 (Сильвен Шаванель) - Чемпионат Польши: 3 - Групповая гонка : 2012 (Михал Голась) и 2013 (Михал Квятковский) - Индивидуальная гонка : 2014 (Михал Квятковский) - Чемпионат Люксембурга: 3 - Групповая гонка : 2016 (Боб Юнгельс) - Индивидуальная гонка : 2016 и 2017 (Боб Юнгельс) - Чемпионат Чехии: 3 - Групповая гонка : 2014 и 2017 (Зденек Штыбар), 2015 (Петр Вакоч) - Чемпионат Белоруссии: 2 - Индивидуальная гонка : 2009 и 2010 (Бронислав Самойлов) | - Чемпионат Кюрасао: 2 - Групповая гонка : 2011 (Марк Де Маар) - Индивидуальная гонка : 2011 (Марк Де Маар) - Чемпионат Венгрии: 2 - Индивидуальная гонка : 2003 и 2004 (Ласло Бодроги) - Чемпионат Нидерландов: 2 - Групповая гонка : 2012 и 2015 (Ники Терпстра) - Чемпионат Словакии: 2 - Индивидуальная гонка : 2012 и 2013 (Петер Велиц) - Чемпионат Колумбии: 1 - Индивидуальная гонка : 2015 (Ригоберто Уран) - Чемпионат Великобритании: 1 - Групповая гонка : 2013 (Марк Кавендиш) - Чемпионат Ирландии: 1 - Групповая гонка : 2012 (Маттеу Браммейер) - Чемпионат Новой Зеландии: 1 - Индивидуальная гонка : 2017 (Джек Бауэр) - Сyclo-cross: 2 - Элита : 2012 и 2013 (Зденек Штыбар) |